# Scordia
Scordia ist eine Stadt der Metropolitanstadt Catania in der Region Sizilien in Italien mit 16.042 Einwohnern (Stand 31. Dezember 2023).

## Lage und Daten
Scordia liegt 44 km südwestlich von Catania. Die Einwohner arbeiten hauptsächlich in der Landwirtschaft und der Verarbeitung von Zitrusfrüchten.
Die Nachbargemeinden sind Lentini (SR) und Militello in Val di Catania.

## Geschichte
Die Gegend war schon in vorgeschichtlicher Zeit von Menschen besiedelt. Der heutige Ort wurde 1628 gegründet. Bei dem Erdbeben 1693 wurde ein Teil des Ortes zerstört.

## Sehenswürdigkeiten
- Pfarrkirche, geweiht San Rocco
- Kirche Sant’Antonio di Padova, erbaut 1644
- Kirche Santa Maria Maggiore
- Wochenmarkt an jedem Freitag (außer an Feiertagen)

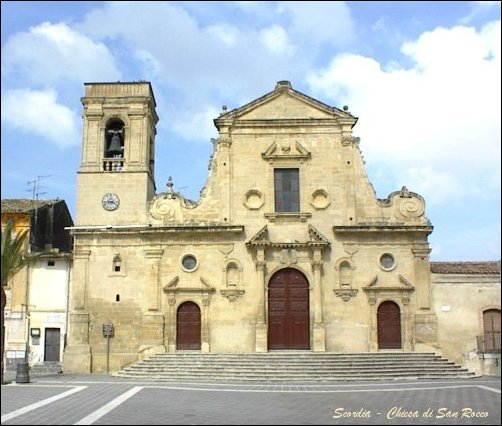
Kirche San Rocco
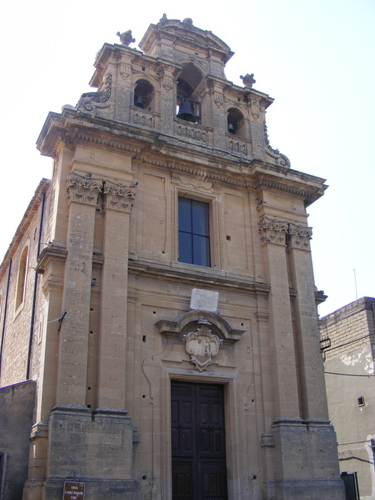
Kirche Santa Maria Maggiore
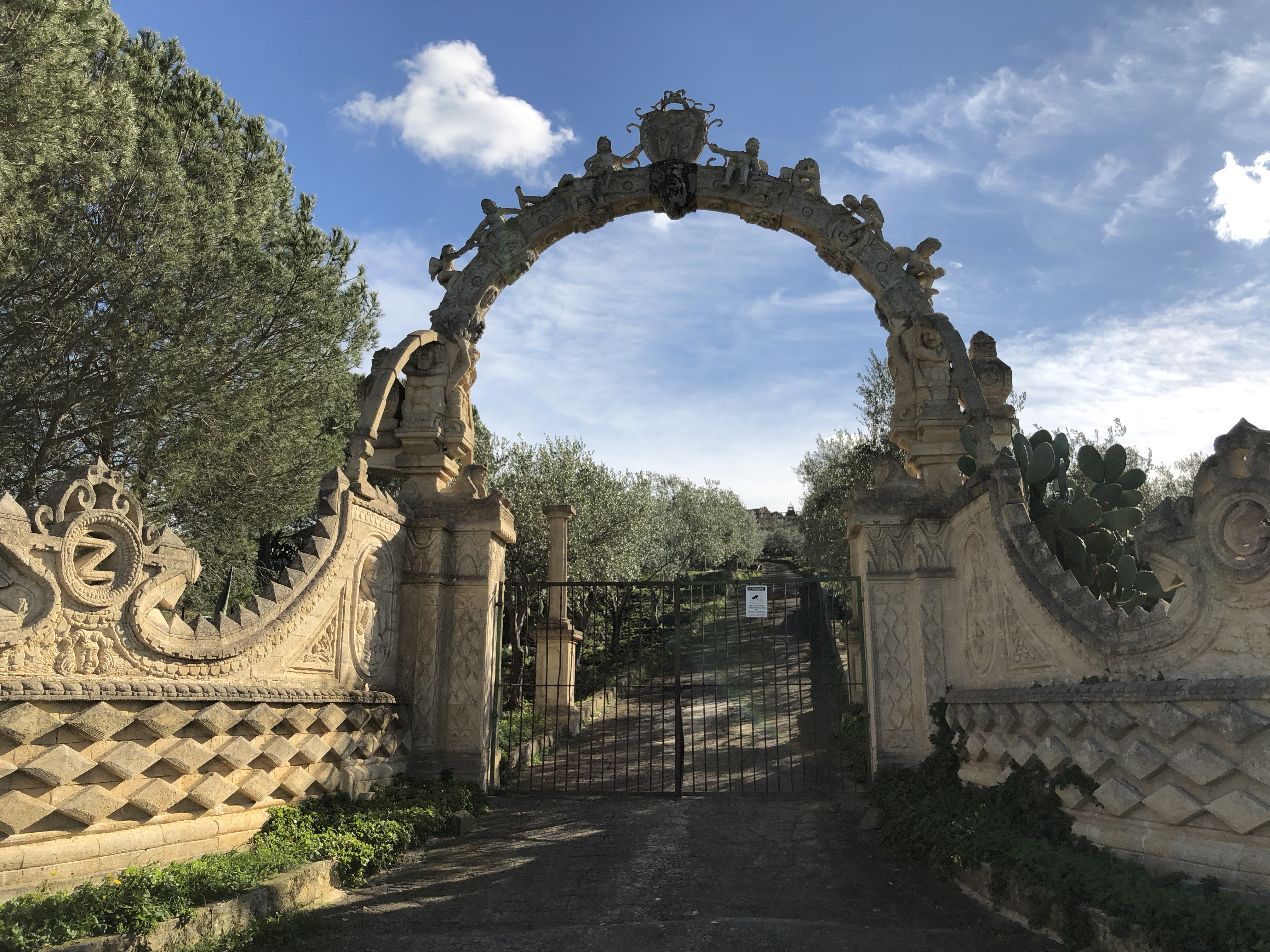
Einfahrt einer Villa in Scordia
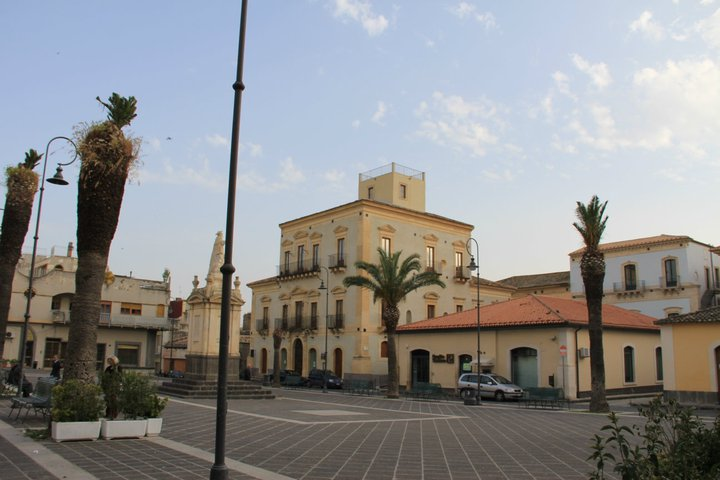
Piazza Umberto I